# Landwirtschaftliche Versicherungsgesellschaft zu Greifswald
Die Landwirtschaftliche Versicherungsgesellschaft zu Greifswald war ein deutsches Unternehmen auf dem Gebiet der Feuerversicherung.

## Geschichte
Die Versicherung wurde 1840 als „Mobiliar-Brand-Versicherungs-Gesellschaft in Greifswald“ gegründet. Sie erstreckte sich seit 1873 auf Pommern, Brandenburg und die beiden mecklenburgischen Großherzogtümer.
Die Firma lautete ab 1884 „Versicherungs-Gesellschaft zu Greifswald“, ab 1903 hieß sie „Hagel- und Feuerversicherungs-Gesellschaft auf Gegenseitigkeit zu Greifswald“ und ab 1920 „Landwirtschaftliche Versicherungsgesellschaft auf Gegenseitigkeit zu Greifswald“.
1946 wurde sie von der Mecklenburgischen übernommen.